# پتانسیل بزرگ
پتانسیل بزرگ (به انگلیسی: Grand potential) کمیتی است که در مکانیک آماری به خصوص در فرایندهای برگشت‌ناپذیر در سامانه باز مورد استفاده است.
پتانسیل بزرگ به صورت زیر تعریف می‌گردد:
{\displaystyle \Phi _{G}\ {\stackrel {\mathrm {def} }{=}}\ U-TS-\mu N}
که در آن U انرژی درونی, T دما , S آنتروپی , μ پتانسیل شیمیایی , N تعداد ذرات سامانه است.